# 港台電視31
港台電視31（英語：RTHK TV 31）是香港電台擁有的一條免費數碼電視頻道。

## 歷史
2012年6月30日，香港電台透過慈雲山發射站為籌劃中的數碼地面電視頻道進行訊號測試，當時該頻道稱為香港電台高清頻道（RTHK HD TV）。
2013年1月9日起，該頻道以全日24小時播放節目作為測試用途，其中與無綫電視翡翠台和亞洲電視本港台同步播放香港電台的黃金時段節目和重播香港電台節目以達至6.5小時之廣播時數，另外《城市論壇》亦與無綫電視翡翠台同步播放。及後，香港電台所舉行的特別活動（如《太陽計劃》）及教育電視節目，亦會不定時地於本頻道播放。
2013年3月中，三個分別位於金山、青山和飛鵝山的發射站亦相繼投入服務而進行訊號測試，該頻道訊號的覆蓋率因而擴展至超過全港50%人口。
2013年11月2日，在香港電台舉行《香港電台節目顧問團會議2013》中，公佈該頻道正式命名為港台電視31。
2014年1月7日深夜12點，該頻道在尚未進行試播前，在電視畫面中的左上方將「港台電視31 訊號測試」中的「訊號測試」改為「頻道試播」，但馬鞍山、九龍城、將軍澳、屯門及沙田部分地區仍未能收看。

### 全面進入試播階段
2014年1月12日，該頻道在尚未進行試播前，於同日晚上7點半播放頻道啟播的特備節目《港台電視31啟動禮》，其於同日晚上8點播放首個節目《第36屆十大中文金曲頒獎音樂會》，之後並引進全新製作的節目。
2015年4月1日，亞視不獲續牌，商務及經濟發展局局長蘇錦樑有意將港台電視訊號模擬化並取代亞視的兩條模擬頻道訊號，以作為香港模擬電視訊號停止前的過渡期措施，同時港台電視亦可能會增設電視新聞。同月12日中午，決定計劃將港台電視分階段試播及全面啟播的可行性；並在該年6月底之前遞交初步建議，包括加強本地製作及外購節目、增設電視新聞等等。
2015年9月21日，港台電視31星期一至五改為下午2時開台，廣播共11.5小時。

### 港台電視31A
港台電視31A（英語：RTHK TV 31A）曾經是港台電視31的4比3模擬電視頻道版本，兩者節目同步播放。由於港台電視31信號畫面比例為16比9，港台電視31A所有時間都會附有上下黑邊，以維持畫面比例。
2015年11月7日，「香港電台節目顧問團會議2015」維持決定，同時考慮將港台電視模擬化、決定在2016年4月2日推出，預計由早上6時30分至凌晨1時30分，總廣播為19小時，計劃在電視新聞初期只有影片而不提供主播。廣播處長梁家榮保證在現有資源下提供新聞、資訊節目，預計接手初期可提供晨早和晚間新聞，每晚有最少15分鐘新聞節目《新聞天地》。
模擬化頻道名稱命名為港台電視31A及港台電視33A，A意思指「模擬電視（Analogue TV）」，內容分別與港台電視31及港台電視33同步播出。
2016年4月2日凌晨零時，港台電視31A及港台電視33A接收因亞洲電視的本地免費電視牌照不獲續期而空出的模擬頻道，31A頻道信號原本是播放本港台，而33A頻道信號原本是播放國際台。但因工程需時，初階段的模擬電視訊號只覆蓋全港8成人口，部分位於屯門、元朗、港島南區、九龍最東面等地區的市民可能未能接收，但會在2016年6月內能全面覆蓋。
交接前十分鐘，港台電視31播出特備節目《香港電台接收及啟用模擬電視頻譜》，現場直播於慈雲山信號發射站的交接程序，節目由蘇敬恆主持。午夜前一刻，本港台及國際台的模擬信號畫面由電視節目變為淨藍色畫面，踏入零時後信號全面中斷，畫面短暫播放雪花。
約兩分鐘後，港台成功接手本港台及國際台的模擬信號，助理廣播處長陳敏娟按下啟動鍵，發出港台的電視訊號、取代原有的本港台模擬訊號，畫面上顯示「歡迎收看港台電視31A　本台即將與數碼頻道港台電視31同步播映」；凌晨12時07分，工程人員確定港台電視31A訊號穩定，將模擬信號與數碼頻道同步播映，並播出港台電視31的識別信號片。其後，蘇敬恆向模拟电视观众致辞：
|  | 各位觀眾，大家現在收看的是港台電視31和31A同步直播。收看模擬頻道的觀眾，你們現在收看的是港台電視31A。剛剛大約在幾分鐘之前，香港電台已經完成了接收亞視的兩條模擬頻道，成功地透過大氣電波傳送港台電視訊號。如果想了解多一點港台電視節目，可以在今晚七點半在港台電視31和31A收看《港台電視Good Show 31》，到時會有演員和主持跟大家介紹港台的電視節目內容。由現在開始呢，港台電視31和31A會同步廣播，請各位繼續欣賞以下節目。這一次直播告一段落，多謝收看！晚安！ |

由此，港台電視模擬信號正式啟用。
港台電視31及31A首個同步播放節目為重播第三十八屆十大中文金曲頒獎音樂會（1.5小時版本）。
行政會議於2019年1月29日決定，香港模擬電視服務將於2020年11月30日深夜11時59分終止，屆時作為於亞視停播至模擬電視終止期間過渡安排的港台電視31A亦將停播。
從2019年5月開始，港台電視31A在畫面左上角新增從2020年12月1日起開始全面數碼電視廣播的提示；該提示為港台電視31A獨有，港台電視31不會有這個提示。
2020年11月30日23:59，港台電視31A打出「告別卡」（告別卡的中文部分由鄭子誠配音），提示觀眾轉看數碼版本的港台電視31。12月1日0:00，港台電視31A切斷信號，停播前最後的節目為《五夜講場-哲學有偈傾》、中國城市天氣預報及弦樂重奏《獅子山下》（未播完）。

### 後續發展
隨著港台電視31延長播放時間及港台接收亞視模擬頻道，以往中文台黃金時段（星期一至五19:00-19:30、星期六19:00-20:30、星期日19:00-20:00）港台電視31與翡翠台或本港台同步播映節目的安排已停止，有關安排於2017年3月27日起星期一至五18:30-19:30在ViuTV播映。與以往於翡翠台或本港台播放時不同的是，ViuTV是除了星期五是首播外、其餘單一節目播四天，並非四天播四個不同的節目；而部份節目於翡翠台的非黃金時段（星期一至五18:00-18:30）播放安排則仍然維持。2020年3月4日，政府宣佈商營廣播機構可無須播映有關電視節目，翡翠台已於2020年3月5日起停播港台節目，ViuTV及Now直播台亦於2020年5月18日起停播港台節目，至於香港國際財經台及有線財經資訊台已經停播港台節目，所以沒有商營電視台播放港台節目。

### 24小時廣播
2018年，香港電台傳訊機構部總監伍曼儀表示，港台電視31由2018年12月開始增加首播時數節目，並於2019年4月1日開始提供24小時廣播，同時在凌晨播放雜項節目安排將會取消，初期會提供重播節目以解決節目不足的問題，日後會視乎增加資源製作優質的全新節目。

### 頻道轉換
根據通訊事務管理局作出的安排，港台電視31、32、33、34於2021年4月1日起採用27頻道與原有的62頻道進行同步廣播，並於2021年11月30日深夜11時59分起終止原有的62頻道廣播。

## 廣播時間
2014年1月13日下午5時至2015年9月20日：
- 星期一至五：下午5時至凌晨1時30分
- 星期六、日：下午12時至凌晨1時30分

2015年9月21日至2016年4月1日：
- 星期一至五：下午2時至凌晨1時30分
- 星期六、日：下午12時至凌晨1時30分

2016年4月2日至2019年3月31日：
- 上午6時30分至凌晨1時30分[9]

2019年4月1日至今：
- 24小時廣播

非廣播時間則進行訊號測試。

## 節目
港台電視31定位為香港電台的「綜合頻道」，會播放時事、教育、資訊、文化及藝術和戲劇節目，內容包括全新製作節目、外購節目、本台精選、經典重溫、教育電視、天氣及視像直播香港電台第一台、香港電台第五台及香港電台第三台部份節目，並加入電視新聞《新聞天地》，務求將港台節目變得多元化。
- 全新自家製作（包括本地劇集、綜藝）
- 外購節目（包括外購動畫、綜藝、劇集）
- 重新包裝港台經典節目
- 同步視像直播香港電台第一台節目《千禧年代》頭一小時、《精靈一點》頭一小時、《星期六問責》、《投資新世代》、不定期節目《眾言堂》、香港電台第五台《香江暖流》頭一小時及香港電台第三台英文名稱：《All Being Well》中文名稱：《愛·好生活》，而《港台體壇123》是香港電台第一台電台聲音首播，然後再於港台電視31電視視像重播。
- 大型節目、英文節目、學校節目、天氣報告
- 晚間視像電視新聞

### 劇集

#### 單元劇
本頻道於「第二階段測試」時曾播放以下單元劇（排名不分先後）：《火速救兵》、《一念之間》、《證義搜查線》、《有房出租》及《沒有牆的世界》。
2014年起曾播放此單元劇:《獅子山下》、《我的家庭醫生》、《同里有親》、《有倉出租》、《忘憂理髮店》、《同行者》、《社企有道》、
《星星的孩子》。

#### 青春劇
本頻道於「第二階段測試」時曾播放以下青春劇（排名不分先後）：《DIY2K》《總有出頭天》

#### 懷舊劇集．經典重溫
本頻道逢星期一至五21:30至22:20（其後改為逢星期一至五22:00至22:55）以「經典重溫」為題播放以下70年代至90年代期間香港電台電視部製作的劇集：包括《獅子山下經典重溫》、《小時候經典重溫》、《歷史回望》、《兒童劇場》、《光影我城系列》、《他們的聲音》、《裁決．法門》、《性本善經典重溫》、《成長路》、《青春的軌跡》、《家多一點點》。

#### 外判及自製劇集
本頻道不定期推出外判劇集(多數為星期日20:30-21:00)，包括:《迷什麼》、《萬輻瑪利亞》、《歲月不忘情》。

#### 中國大陸劇集
《國劇830》，《國劇夜場》，《國劇》，《國劇周末影院》及《國劇午夜場》系列

### 文化及歷史節目
本頻道於「第二階段測試」時曾播放以下文化及歷史節目（排名不分先後）：《好想藝術》、《文化長河系列》

### 新聞節目
由於亞洲電視不獲行政長官會同行政會議續牌，本頻道於2016年4月2日起接手本港台的模擬頻譜，遂增加播放《新聞天地》新聞節目。
當八號或以上熱帶氣旋警告信號生效時，每小時會播出一節《風暴消息》。

### 時事節目
本頻道於「第二階段測試」時曾播放以下時事節目（排名不分先後）：《鏗鏘集》、《城市論壇》、《議事論事》、《星期六主場》、《The Pulse》及《頭條新聞》。自開台起已推出:《視點31》、《躁動時代》。

### 資訊節目
本頻道於「第二階段測試」時曾播放以下資訊節目（排名不分先後）：《警訊》、《氣象萬千》。2018年和2019年先後播出《自在8點半》、《日常8點半》、《山系830》。

### 飲食節目
本頻道於「第二階段測試」時曾播放以下飲食節目（排名不分先後）：《味之天下》。

### 體育節目
本頻道於「第二階段測試」時曾播放以下體育節目（排名不分先後）：《體育的風采》。
2019年起推出首播節目:《體壇無極限》。

### 長者節目
本頻道於「第二階段測試」時曾播放以下長者節目（排名不分先後）：《黃金歲月》。

### 真人騷
本頻道於「第二階段測試」時曾播放以下真人騷（排名不分先後）：《窮富翁大作戰III》、《十八廿二大放送》、《我的兄弟姊妹》、《想點》、《星學企劃》。

### 特備節目
本頻道於「第二階段測試」時曾播放以下特備節目（排名不分先後）：《太陽計劃2013頒獎禮》。

## 合約幕前員工
男
- 羅啟新
- 麥嘉緯
- 彭德章
- 蘇敬恆
- 葉冠霖

女
- 陳淑怡
- 黃清兒
- 黃雅宇
- 陳月慧
- 崔港英

香港電台電視部本身並沒有藝員，另有大部份特約主持。以上列舉在港台電視31出現的固定合約幕前員工大多按公務員合約聘用。
2021年10月22日《早辰。早晨》停播後，大部分合約幕前員工均於11月遭到調組，港台更於一個月內完成解僱有關員工。自2022年後，在港台電視31就只有《新聞天地》能自2016年以來繼續播放。及後全新節目《灣區全媒睇》及《凝聚香港》啟播時，新出現的幕前員工已不再循公務員制度聘用。

## 廣告時段
由於香港電台是公營廣播機構，廣告時段並不會像其他商營電視台一樣，播放宣傳私人公司及機構的商業廣告。
港台電視31在廣告時段會播放節目預告，亦會在部份時段加插新聞概要，由2015年8月17日起廣告時段亦會加插政府宣傳片、交通情況現場直播、天氣資訊及公營機構的電視廣告。2016年7月1日起，每晚十點半《新聞天地》播映前，亦會加插由國民教育專責小組製作的《心繫家國》（中華人民共和國國歌《義勇軍進行曲》電視短片）。

## 台徽及資訊列
港台電視31台徽主要在右上方顯示，而廣告時段亦會顯示。當重大災難性事件發生或重要人物逝世後，台徽會暫時灰階化作哀悼，包括2022年11月30日晚上至12月7日凌晨（哀悼江澤民逝世）。
天氣及時間資訊列主要於每日早上6:30至9:00（包括星期一至五《千禧年代》及星期六《星期六問責》）、廣告時段、《新聞天地》及《投資新世代》內於畫面左上角顯示日期、時間、相對濕度、氣溫、預測最高及最低氣溫、空氣質素健康指數健康風險、天色、生效警告。
而《早辰。早晨》、《千禧年代》、《新聞天地》、《星期六問責》及《投資新世代》內亦會於畫面下方顯示新聞跑馬燈。

## 历年口号
- 全力覆蓋·共創未來（2014年）
- 香港人的電視台（2015年）
- 覆蓋更廣！滲透更深！節目更豐富！（2016年）
- 重新愛上睇電視（2016年）
- 新機舊機都睇得（2016年）
- 變身、變新（2017年）
- 香港廣播九十年（2018年）
- 不停向前（2019年初）
- 健康香港（2019年中）
- 香港加油（2019年尾）
- 我們在乎你 WE CARE (2020年中)
- 勇於改變 敢於創新 獅子山下新經典 港台電視31（2022年頭）
- 香港電台 一齊打好抗疫戰（2022年頭）
- 公共廣播九十五年 聽見香港 聯繫您我（2023年頭）
- 聽見香港·聯繫你我（2024年頭）

## 廣播格式

### 港台電視31A（模擬版，已停止廣播）
576i，畫面寬高比4:3，PAL制式，音效以麗音編碼，並同時用FM調頻傳送，最多可傳送三聲道。
行政會議已於2019年1月29日決定，香港模擬電視服務將於2020年11月30日深夜11時59分終止，屆時港台電視31A亦將停播。
從2019年5月開始，港台電視31A在畫面左上角新增從2020年12月1日起開始全面數碼電視廣播的提示，該提示為模擬電視頻道獨有，以數碼方式廣播的港台電視31沒有這個提示。
2020年11月30日23:59，港台電視31A打出「告別卡」（告別卡的中文部分由鄭子誠配音），提示觀眾轉看數碼版本的港台電視31，至12月1日0:00切斷信號。港台電視31A停播前最後的節目為《五夜講場 - 哲學有偈傾》。

#### 全港模擬電視訊號發射頻道及頻率（已停用）
| 發射站                                                               | 頻段 | 頻道     |
| -------------------------------------------------------------------- | ---- | -------- |
| 慈雲山（主）                                                         | UHF  | 第23頻道 |
| 坑口村、虎地、元朗374山                                              | UHF  | 第24頻道 |
| 西貢對面海、深井、營盤、東涌、長洲                                   | UHF  | 第26頻道 |
| 將軍澳村、中西區                                                     | UHF  | 第30頻道 |
| 九華徑                                                               | UHF  | 第32頻道 |
| 大澳、薄扶林、元朗新時代廣場                                         | UHF  | 第39頻道 |
| 鴨脷洲及香港仔                                                       | UHF  | 第40頻道 |
| 荃灣、茶果嶺、元朗龍田村                                             | UHF  | 第41頻道 |
| 青山、飛鵝山、赤柱、石壁                                             | UHF  | 第42頻道 |
| 金山、南朗山、砵甸乍山、康樂園                                       | UHF  | 第43頻道 |
| 屯門                                                                 | UHF  | 第45頻道 |
| 大埔泮涌村                                                           | UHF  | 第48頻道 |
| 葵涌大白田                                                           | UHF  | 第49頻道 |
| 柴灣、聶高信山、筆架山、大嶼山275山、上洋山、大欖涌141山             | UHF  | 第52頻道 |
| 九龍坑山、南丫島、琵琶山、照鏡環山、橫洲、石崗、大埔仔、沙頭角消防局 | UHF  | 第53頻道 |
| 紅花嶺、元朗297山                                                    | UHF  | 第57頻道 |
| 藍地                                                                 | UHF  | 第58頻道 |
| 青衣                                                                 | UHF  | 第60頻道 |

- 來源：香港電視廣播服務頻率表 （页面存档备份，存于）

### 港台電視31（數碼版）
H.264格式，寬高比16:9，DTMB制式，音效以杜比數碼AC3編碼，四條AC-3位流，每位流一般為兩聲道，亦會因應節目而提供環迴立體聲效果。
目前港台電視31與港台電視32、港台電視33及港台電視34共同於一條頻寬大約21.5Mbps（兆位/秒）的單頻網廣播（頻道27，中央頻率522MHz）。
此頻道於2017年起啟用兩條DVB字幕軌至今，分別為繁體中文及英文，並採用高清格式顯示。部分節目提供自選字幕，部分節目如新聞報道、一些註明使用外語字幕的節目及重播年代久遠的舊節目則仍使用嵌入式字幕。惟此頻道至今仍未有節目使用過英文字幕軌，而間中亦有觀眾投訴指其電視機或機頂盒未能顯示此頻道的高清格式字幕。

### 數碼港台電視31（經有線網絡公共天線傳送數碼版）
如大廈的公共天線系統是由有線電視負責，將會有一個經594MHz傳送的港台電視31、32、33、34節目訊號。四個電視節目台的節目內容與大氣電波廣播的522MHz完全相同，唯一分別是頻道名稱前面會加上「數碼」兩字。

## 外地播放

### 澳門
澳門基本電視頻道只有轉播TVB和ViuTV兩台的數碼電視頻道，一直未有轉播港台電視的數碼頻道（曾於2017年4月短暫轉播，後因訊號不佳而不了了之）。
2016年4月2日起，澳門基本電視頻道的原有亞洲電視本港台由港台電視31A代替後，澳門觀眾才能收看港台電視節目。然而，港台電視的數碼節目仍然無法收看。隨著香港在2020年12月1日0時0分起終止模擬電視廣播，澳門公共天線所轉播的港台電視31A也隨之消失，也意味著澳門暫時無法通過公共天線收看港台電視節目。
澳門郵電局回覆吳國昌議員書面質詢時表示，澳門基本電視頻道沒有轉播港台電視數碼節目原因是因為該信號受地理環境因素限制，無法於澳門接收。

## 收视率
根据审计署的报告，港台電視31/31A在2018年1-6月期間的平均收視率為0.1點（约6,400名觀眾），於2018年6月黃金時段（即晚上6時至午夜12時）的平均收視率為0.2點（约12,800名觀眾），最高收視率为0.9點（约57,600名觀眾）。

## 外部連結
- 香港電台數碼地面電視廣播相關網站 - 港台電視31 （页面存档备份，存于）
- 香港電台數碼地面電視廣播官方網站 （页面存档备份，存于）